# Władysław Solarz
Władysław Solarz (ur. 25 maja 1919 w Kuźminie, zm. 6 listopada 2006 w Trepczy) – żołnierz ludowego Wojska Polskiego.

## Życiorys
Urodził się 25 maja 1919. Pochodził z Kuźminy. Uzyskał wykształcenie podstawowe. Po wybuchu II wojny światowej podczas kampanii wrześniowej był woźnicą w trakcie ewakuacji na wschód żołnierzy polskich. Powrócił do rodzinnej wsi, będącej od agresji ZSRR na Polskę z 17 września 1939 pod okupacją sowiecką. Wiosną 1941 został powołany do Armii Czerwonej i przydzielony w Charkowie do 446 pułku piechoty. Przez pół roku służył jako strzelec taczanki w Czugujewie. Następnie został skierowany na manewry wojskowe i w Czernihowie zastał go atak Niemiec na ZSRR z 22 czerwca 1941.
Brał udział w bitwie stalingradzkiej. Ranny przebywał na leczeniu w szpitalu w Saratowie, gdzie dowiedział się o formowaniu polskiej armii w ZSRR. W 1943 został przyjęty do formowanej 1 Warszawskie Dywizji Piechoty w Sielcach ludowego Wojska Polskiego. W dywizji służył jako zwiadowca w 1 batalionie saperów, później w 8 batalionie saperów. Brał udział w walkach frontu wschodniego: bitwie pod Lenino, później odbył szlak bojowy przez Żytomierz, rzekę Bug, Chełm, Lublin, Wisłę, Bydgoszcz, uczestniczył w walkach o przełamanie Wału Pomorskiego, a wojnę zakończył pod Berlinem. Następnie wraz z batalionem brał udział w rozminowywaniu polskich obszarów. 20 stycznia 1946 został demobilizowany.
Osiedlił się w Trepczy. Gospodarował na roli oraz pracował jako palacz przez 15 lat w szpitalu w Sanoku. Został awansowany na sierżanta, później mianowany porucznikiem rezerwy LWP. Został członkiem Związku Bojowników o Wolność i Demokrację i był prelegentem z ramienia tej organizacji. Był członkiem powstałej w 1982 organizacji kombatanckiej Środowisko Polaków–Byłych Żołnierzy Armii Radzieckiej na obszar województwa krośnieńskiego z siedzibą w Sanoku. Należał do PZPR.

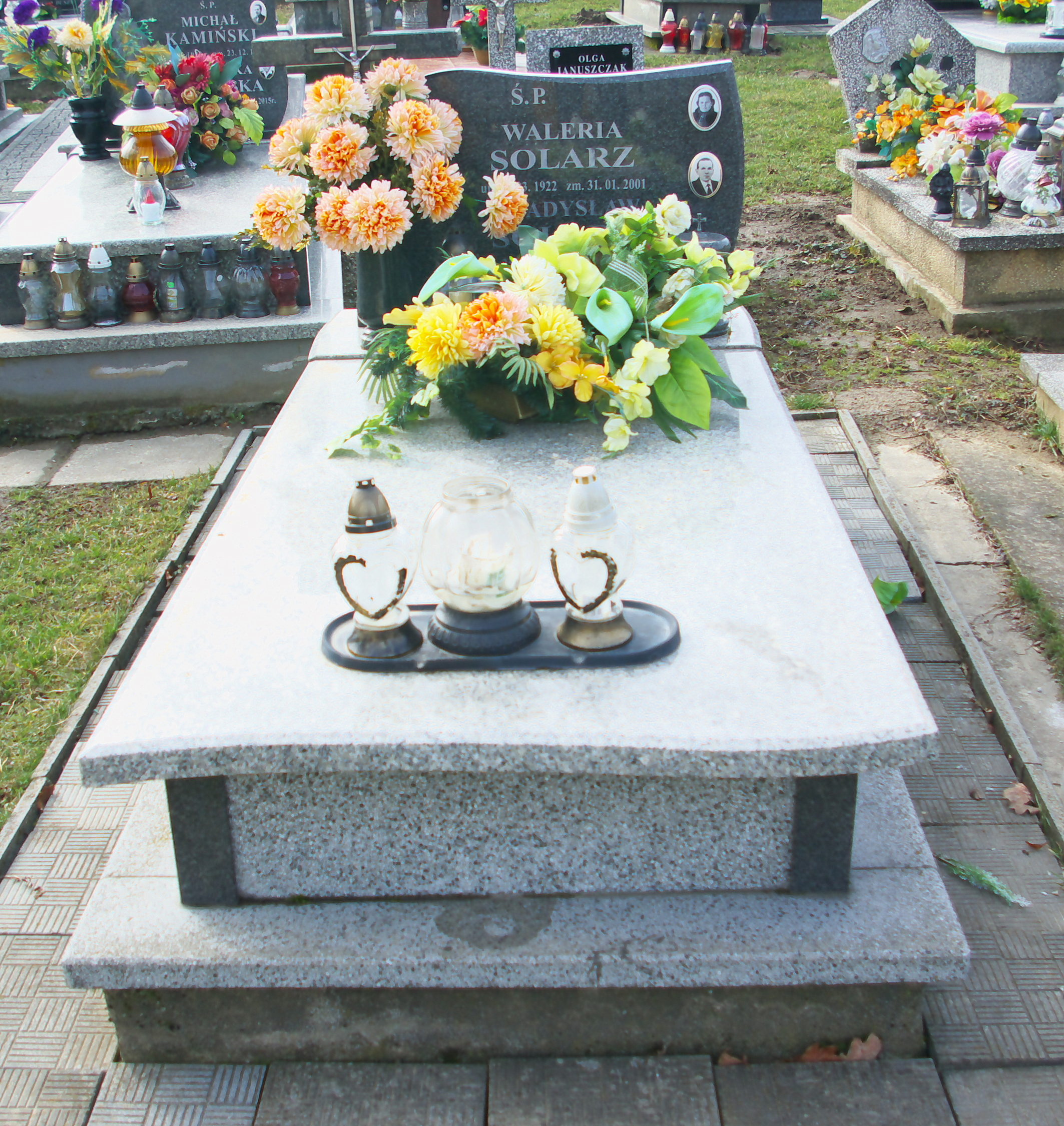
Nagrobek Walerii i Władysława Solarz

Władysław Solarz zmarł 6 listopada 2006. Został pochowany na cmentarzu w Trepczy. Był żonaty z Walerią (1922–2001), miał dwóch synów i córkę. Jednym synem jest Janusz Solarz.

## Odznaczenia
- Krzyż Kawalerski Orderu Odrodzenia Polski
- Krzyż Walecznych
- Srebrny Medal „Zasłużonym na Polu Chwały”
- Medal za Warszawę 1939–1945
- Medal za Odrę, Nysę, Bałtyk
- Medal Zwycięstwa i Wolności 1945
- Medal „Za udział w walkach o Berlin”
- Medal „Polakom byłym żołnierzom Armii Czerwonej”
- Medal za Zwycięstwo nad Niemcami w Wielkiej Wojnie Ojczyźnianej 1941-1945 (ZSRR)
- Medal „Za obronę Stalingradu” (ZSRR, 1987)[6]
- Medal „Za wyzwolenie Warszawy” (ZSRR)
- List pochwalny za długoletnią pracę społeczną na rzecz ZBoWiD (1980)[7]